# Уилкенс, Софья
Софья (Шарлотта) Уилкенс (швед. Sofia (Sophie Charlotte) Wilkens; 14 декабря 1817, Кристианстад — 28 августа 1889, Augerums parish) — шведский педагог, художник, социальный реформатор, меценат, считается одним из пионеров в области педагогики для глухонемых.

## Биография
Уилкенс выросла в Карлскруне и была двоюродной сестрой герцога Лундского Йохана Генриха Томандера. Она получила образование в школе для девочек в Карлсхамне и затем работала там учительницей до своего замужества.
Уилкенс основала в 1859 году в Карлскруне детский приют.

В 1864 году было инициировано создание специального учреждения для глухонемых и соответствующий грант был предоставлен Уилкенс как имевшей опыт управления детским заведением.
В 1865 году она открыла в Карлскруне Школу глухонемых (швед. Döfstumsinstitutet), где затем была директором до 1877 года.

В 1873 году она получила медаль Иллис кворум за свои усилия в области педагогики для глухонемых.
В отличие от школы-интерната Эмануэллы Карлбек, существовавшей в то же время и также занимавшейся развитием детей с особенностями развития и уходом за ними, Уилкенс полагала одной из своих задач интеграцию подопечных школы в обычную жизнь — их социализацию и трудоустройство.
Однако подход Уилкенс оказался слишком прогрессивным для XIX века, когда образование и забота вообще считались спорными, и её идеи не получали поддержки вплоть до второй половины XX века.